# Kutas Tamás
Kutas Tamás (1945. március 24. –) barlangkutató, a modern kori magyar sport- és hobbi-barlangkutatás, barlangjárás kialakulásának fontos résztvevője, vezéregyénisége.

## Tevékenysége
1960-ban, a korai serdülő éveiben kezdett barátaival a Bükk hegységben egyre nagyobb, kihívásokkal teli túrákat tenni, majd hobbiként, természetes föld alatti járatokat (barlangokat) kutató helyi (Miskolc környéki) bányászokkal ismerkedett meg, akik hatására bekapcsolódott a különböző bükki, kezdetleges, kevéssé szervezett barlangkutatási munkálatokba.
A Bükk hegység akkor ismert összes barlangjában szerzett tapasztalatok után, és az ott megismert barátokkal, kortársakkal figyelmük a bükk-fennsíki Kis-fennsíkra irányult, ahol több kisebb-nagyobb csoport (alacsony színvonalú felszereléssel) kutatott az akkor még kezdetlegesen feltárt Szepesi-zsombolyban. 1962. június 9-én éjszaka, két társával, (Molnár Kálmánnal és Bödör Istvánnal) sikerült túljutnia az addig elzárt járatokon és lejutottak a vízszintes főágba, ezzel felfedezve Magyarország akkori legmélyebb barlangját a Szepesi-zsombolyt. A következő időszakban a kutatás tovább folytatódott, az első barlangi búvár merülések is megtörténtek.
Fiatal kora ellenére, 1964-ben, meghívást kapott Papp Ferenc egyetemi professzortól (akkor a Budapesti Műszaki Egyetem Ásvány- és Földtani Tanszék vezetője), hogy részt vegyen a jósvafői Vass Imre-barlang mellett 1957-ben a karsztfolyamatok és kölcsönhatásainak vizsgálatára kialakított kutatóállomás munkájában. Itt ismerkedett meg többek között Maucha Lászlóval, Adamkó Péterrel és Borzsák Péterrel, akikkel a munka mellett barlangot kutattak az Aggteleki-karszt területén, később ez hivatalossá is vált Magyari Gábornak, a Baradla-barlang igazgatójának a vezényletével.
1968 és 1972 között Kessler Hubert, majd később Sárvári István keze alatt dolgozott források, karsztkutak megfigyelésén a Bükk hegység teljes területén.
1975-ben a Vöröskő-forrás megtervezésén és kiépítésén dolgozott Apostol Vincével és Dr. Tóth Gézával. Azóta a Vöröskő-forrás a Bükk hegység egy jelentős turisztikai látványosságává vált.[forrás?]
1986. április 11-én az Egri Alpin Klub barlangkutató csoportot vezetve fedezték fel a Baradla-tetői-zsombolyt, amely 1993 óta fokozottan védett barlang az Aggteleki Nemzeti Park területén és az Aggteleki-karszt és a Szlovák-karszt többi barlangjával együtt 1995 óta a Világörökség része.
1988-ban, 10 napos föld alatt töltött expedícióban vett részt a Baradla-barlangban, itt számos új járat feltárása történt, illetve régészeti eredmények születtek.
1994-ben, az Egyesült Államokban részt vett a National Speleological Society (NSS) által rendezett barlangkutató kongresszuson, illetve több barlangot bejárt társaival egy hónapos expedíciójuk során, ezzel is megszilárdítva Magyarország hírnevét a barlangkutatás és barlangjárás világában.
A kilencvenes évek második felétől figyelme újra a Bükk hegység és az Aggteleki-karszt területeinek kutatása irányába fordult.

## Elismerése
1990-ben Életmentő Emlékéremben részesült a Magyar Köztársaság Miniszterelnökétől, az azonos évben, a Szepesi-zsombolyban, egy amatőr barlangásszal történt balesetet követően tanúsított életmentő, hősies magatartásáért.